# Aeroportul Federal de Bachigualato
Aeroportul Federal de Bachigualato (IATA: CUL, ICAO: MMCL) este un aeroport din Sinaloa, Mexic ce deservește zona Culiacán⁠(d). Aeroportul a fost tranzitat în 2023 de 2.612.249 de pasageri. A fost numit după zona deservită.
Situat la o altitudine de 32 m, aeroportul dispune de o singură pistă. Este operat de Grupo Aeroportuario Centro Norte⁠(d).